# La contessa di Montecristo (film 1932)
La contessa di Montecristo (Die Gräfin von Monte-Christo) è un film del 1932 diretto da Karl Hartl.

## Produzione
Il film fu prodotto dalla Majestic-Film GmbH e dalla Universum Film (UFA).

## Distribuzione
Distribuito dalla Universum Film (UFA), uscì nelle sale cinematografiche tedesche con il visto di censura B.31438 del 21 aprile 1932 che ne vietava la visione ai minori. Il film venne presentato all'Ufa-Palast am Zoo di Berlino il 22 aprile 1932. La Film Prod. lo distribuì in Italia con visto di censura 27436 del 31 ottobre 1932 in una versione di 2213 metri.